# Гощанський район
Гоща́нський райо́н — колишній район у південно-східній частині Рівненської області України. Районний центр — смт Гоща.

## Географія
Район межує на сході — з Корецьким, на південному заході — з Острозьким, на заході — зі Здолбунівським та Рівненським, на півночі — з Костопільським, на північному сході — з Березнівським районами Рівненської області, на півдні та південному сході — зі Славутським районом Хмельницької області.
Площа — 690 км². Населення — 38 861 особа.
Рад — 24, з них селищних — 1, сільських — 23. Населених пунктів  — 64, з них смт — 1, сіл — 63.
Основна річка — Горинь.

### Корисні копалини
Розміщення мінерально-сировинних ресурсів у Гощанському районі безпосередньо пов'язане з особливостями його геологічного формування та тектонічною будовою. Так як район у тектонічному відношенні розміщений на платформі з потужним осадовим чохлом, він багатий корисними копалинами осадового походження.
Незважаючи на свою відносно невелику територію, район виділяється у Рівненській області певними запасами ресурсів нерудних корисних копалин. Зокрема зустрічаються родовища будівельних матеріалів. Наприклад, карбонатна сировина, призначена для виробництва будівельного вапна, представлена крейдою та вапняками. Так, відоме своїми запасами родовище вапняку поблизу села Башине. Поклади вапняків зустрічаються також поблизу сіл М'ятин, Дуліби, Бочаниця, Симонів, Дроздів, а також у лісовому масиві поблизу оздоровчого табору Агатівка.
Найвідоміше родовище крейди — Крейдярня, воно розміщується у західній частині села Вільгір. Зустрічається крейда також в урочищі Білі Береги в північно-східній частині села Бугрин, а також поблизу сіл Дроздів та Тучин вздовж течії річки Горинь у межах Волинської височини.
Глина зустрічається по всьому району. В основному, це сірі глини сарматського віку. Основні їх запаси знаходяться у родовищах поблизу сіл Бугрин, Мнишин, Франівка, Курозвани, Симонів, Гоща, де у минулому були побудовані цегельні заводи, більшість з яких, крім вище згаданого Гощанського, сьогодні не діють.
Будівельні піски поширені по всьому району і зустрічаються серед відкладів крейдового, палеогенового, неогенового та четвертинного віку.
У районі зустрічаються зовсім невеликі, порівняно з поліськими родовищами, поклади торфу у заплавах річкових долин, потужність яких не перевищує 1,5-2,5 м. Найвідомішими родовищами торфу, що раніше розроблялися, були Чудницьке, Різак поблизу села Посягва, Дулібський берег поблизу села Дуліби. Значні торфові площі були між селами Бочаниця, Жаврів, Гоща, Курозвани та на півночі району у межах Поліської низовини.
Виявлені у районі і невеликі за запасами поклади фосфоритів, але промислового значення вони не мають і видобуток їх не проводиться.
На глибинах 70—130 м виявлені слабомінералізовані води. Однією з таких є мінеральна вода М'ятинська, що виявлена поблизу села М'ятин, яку ще до недавнього часу[коли?] розливали на Гощанському заводі продтоварів.
З огляду на напружену екологічну ситуацію, що склалася у районі, а також проблему з водозабезпеченням населених пунктів, великого значення набуває розвідка підземних вод незначної мінералізації (0,1 — 0,2 г/л), основні запаси яких зосереджені у верхньокрейдових відкладах і поширені практично по всьому району.

## Історія
До найстаріших пам'яток краю належить Свято-Успенська церква Дорогобужа, який згадується як головне місто Погорини ще в Іпатіївському літописі, а також Гощанська Свято-Михайлівська церква і взірець волинської архітектури — Тучинська Свято-Преображенська церква.
Гоща лежить на правому березі Горині. Назва селища може походити від давньослов'янського «погост» — населений пункт, поселення, яке існувало тут ще зі скіфського періоду. За іншою версією, назва утворена від давньослов'янського слова «гоща» — скотарське стійбище, стоянка. За ще однією, найпоширенішою версією назва містечка походить від слів «гостить», «гощу», «гостинний». Перша згадка у літописах про Гощу датується 1152 роком. Великі князі Литовські подарували землю по річці Горинь, між Корцем і Острогом, хрещеному магометанину Мурзі-Кирдей-Хану. На Волині Кирдей породичався з нащадками роду Голенків. У XIV — XVII ст. його рід згадується в історії як Гійські, Гостські, а згодом як Гойські. Вони займали досить видатне і почесне становище, підтримували православну церкву, засновували монастирі і заклади освіти, мали своїх представників у сферах влади.
У XVI ст. Гоща, яка на той час мала привілей на магдебурзьке право, була тісно пов'язана з Почаєвом. Ганна Гойська була не лише фундаторкою Почаївського монастиря, але й передала йому ікону чудотворної Божої Матері, яка нині є однією з християнських святинь.
У 1600 році Гаврило і Роман Гойські засновують у містечку колегіум. У ньому викладали вчені з європейським ім'ям — Симон Плідус, Теофіл Молітор, Войцех Копер, Данило Дорош. У цьому колегіумі у 1600 — 1604 роках навчався Григорій Отрепьєв, відомий згодом в історії як московський цар Дмитро Самозванець (Лжедмитрій I). Отримавши в Гощі блискучу освіту і європейські манери, розпочав він своє сходження на московський престол. Є припущення, що Дмитро родом із Гощі. Колегіум проіснував до 1637 року. Вже в наступному році Реґіна (Ірина) Соломирецька (Гойська) закладає Гощанський монастир та вищу православну школу, а згодом кілька початкових. Опікуном вищої Гощанської школи став Петро Могила.
З 1640 року Гоща переходить у власність українського шляхтича Адама Кисіля. На його кошти був збудований діючий нині Свято-Михайлівський храм. Події визвольної війни 1648—1654 років також торкнулися Гощанського краю. Разом з козацьким загоном у Гощі перебував Тиміш Хмельницький та Северин Наливайко.
Після 1654 року Гоща ввійшла до складу Острозького повіту, стала волосним центром. Місцеве населення займалося переважно сільським господарством, було кілька мануфактур. Наприкінці XVIII ст. Гоща належить поміщику Станіславу Костці-Лінкевичу.
А в 40-х роках XIX ст. Гощею володіють поміщики Валевські. Досі збереглася їх садиба, у якій тепер міститься районна бібліотека, а також унікальний парк. Серед дерев та кущів є дуже екзотичні види: дволопатевий гінкго, болотяний дуб, софора японська; стовбури деяких екземплярів ясенів та каштанів сягають в діаметрі двометрової товщини.
У 1870 році Гощу відвідує етнограф Павло Чубинський.
Внаслідок революційних подій початку ХХ століття Гоща у 1917 — 1920 роках перебувала під владою Росії, Австро-Угорщини, Директорії, більшовиків. До вересня 1939 року, містечко знаходилось під владою Польщі. У цей час тут існували дрібні кустарні підприємства, однокласна школа з польською мовою навчання. Лише з 1935 року її було перетворено на семирічну.
З 17 вересня 1939 року — Гоща у складі СРСР, а 17 січня 1940 стає центром району, створеного з Бугринської та Гощанської волостей Рівненського повіту. У травні 1940 року почалися сталінські репресії, частина гощанців була вивезена.

З липня 1941 року по січень 1944 року — в складі Райхскомісаріату Україна. Було ліквідовано та пограбовано установи, школи, бібліотеку, спалено частково парк і значну частину райцентру, знищено біля тисячі чоловік мирного населення. У ніч на 19 січня 1944 року у Гощу ввійшли війська Червоної Армії.
У 1950 році почалася нова кампанія з виключення з колгоспів «бандпособницьких» родин, станом на 20 червня 1950 року в Гощанському районі було виключено 29 родин (такі виключені родини надалі підлягали виселенню за межі УРСР).
У повоєнний радянський період історії в райцентрі та селах споруджено нові школи, заклади культури, охорони здоров'я, прокладено дороги, водогони, створено виробничу базу підприємств, колективних господарств. 1982 року запрацював піонерський табір «Агатівка» (тепер дитячий санаторно-оздоровчий комплекс). Великими господарствами були колгосп ім. Жданова (тепер ТОВ СГП «Імені Воловікова»), який очолював Герой Соціалістичної Праці П. М. Воловіков та радгосп ім. XXV з'їзду КПРС (тепер державне підприємство дослідне господарство «Тучинське»), яким зараз керує Герой Соціалістичної Праці, почесний член Української академії аграрних наук М. П. Зінчук. Разом з цими господарствами продовжує утримувати лідируючі позиції в районі і агрофірма «Мир», яку очолює Заслужений працівник сільського господарства М. І. Поліщук.
Після здобуття Україною незалежності відбуваються значні перетворення у місцевій переробній промисловості та сільському господарстві — зміна відносин власності, інвестування, бізнесова активність роблять ці провідні галузі більш економічно ефективними. З інвестиціями у сільське господарство та інші галузі прийшли в район фірми «Кратос», «Євроінвестбуд», «Овас», «PST Україна», «Інсеко», «Амако». Прискореними темпами в районі здійснюється газифікація, впорядковуються населені пункти, розширюється і удосконалюється сфера діяльності закладів соціально-культурного та освітнього призначення. Характерним є піднесення в літературно-мистецькій творчості. Про це, зокрема, свідчить видання книг багатьох місцевих авторів, виставки картин тутешніх художників, успіхи аматорів сцени, які уже проклали шляхи і в зарубіжжя. Широко відомі такі творчі колективи, як народні аматорські хори «Чорнобривці» та «Барви», гурт «Терен», сімейний ансамбль Кубаїв, кіностудія «Азалія», автор і виконавиця Валентина Величко та інші.
Історія краю пов'язана з іменами видатних людей — К. Д. Ушинського (на території церкви Покрови Пресвятої Богородиці с. Рясники — могили баронеси Лідії Врангель та Марії Ушинської, невістки видатного педагога, яка мала тут маєток), К. Е. Ціолковського (у 1818 році в селі Малинівка народився Едуард Ціолковський, батько вченого), Александра Квасневського, президента Польщі (до другої світової війни в с. Борщівка проживав його батько) та інших.

## Адміністративний устрій
Селищна: Гощанська
Сільські: Бабинська,
Бочаницька,
Бугринська,
Воскодавська,
Горбаківська,
Дроздівська,
Дулібська,
Жаврівська,
Красносільська,
Криничківська,
Курозванівська,
Липківська,
Майківська,
Малинівська,
Малятинська,
Посягвівська,
Русивельська,
Рясниківська,
Садівська,
Симонівська,
Синівська,
Тучинська,
Федорівська.

## Транспорт
Районом проходить автошлях E40М06.

## Населення
Розподіл населення за віком та статтю (2001):
| Стать | Всього | До 15 років | 15-24 | 25-44 | 45-64 | 65-85 | Понад 85 |
| --- | ------ | ----------- | ----- | ----- | ----- | ----- | -------- |
| Чоловіки | 17 876 | 3623        | 2443  | 5101  | 3992  | 2575  | 142      |
| Жінки | 20 982 | 3441        | 2229  | 4658  | 4902  | 5370  | 382      |
| \| Статево-вікова піраміда \| Статево-вікова піраміда \| Статево-вікова піраміда \| \| ----------------------- \| ----------------------- \| ----------------------- \| \| Чоловіки \| Вік \| Жінки \| \| 142 \| 85 + \| 382 \| \| 213 \| 80-84 \| 607 \| \| 478 \| 75-79 \| 1277 \| \| 890 \| 70-74 \| 1742 \| \| 994 \| 65-69 \| 1744 \| \| 965 \| 60-64 \| 1529 \| \| 853 \| 55-59 \| 1069 \| \| 1080 \| 50-54 \| 1209 \| \| 1094 \| 45-49 \| 1095 \| \| 1375 \| 40-44 \| 1313 \| \| 1176 \| 35-39 \| 1027 \| \| 1218 \| 30-34 \| 1096 \| \| 1332 \| 25-29 \| 1222 \| \| 1158 \| 20-24 \| 1129 \| \| 1285 \| 15-20 \| 1100 \| \| 1393 \| 10-14 \| 1277 \| \| 1231 \| 5-9 \| 1181 \| \| 999 \| 0-4 \| 983 \| |        |             |       |       |       |       |          |
| Статево-вікова піраміда |        |             |       |       |       |       |          |
| Чоловіки | Вік    | Жінки       |       |       |       |       |          |
| 142 | 85 +   | 382         |       |       |       |       |          |
| 213 | 80-84  | 607         |       |       |       |       |          |
| 478 | 75-79  | 1277        |       |       |       |       |          |
| 890 | 70-74  | 1742        |       |       |       |       |          |
| 994 | 65-69  | 1744        |       |       |       |       |          |
| 965 | 60-64  | 1529        |       |       |       |       |          |
| 853 | 55-59  | 1069        |       |       |       |       |          |
| 1080 | 50-54  | 1209        |       |       |       |       |          |
| 1094 | 45-49  | 1095        |       |       |       |       |          |
| 1375 | 40-44  | 1313        |       |       |       |       |          |
| 1176 | 35-39  | 1027        |       |       |       |       |          |
| 1218 | 30-34  | 1096        |       |       |       |       |          |
| 1332 | 25-29  | 1222        |       |       |       |       |          |
| 1158 | 20-24  | 1129        |       |       |       |       |          |
| 1285 | 15-20  | 1100        |       |       |       |       |          |
| 1393 | 10-14  | 1277        |       |       |       |       |          |
| 1231 | 5-9    | 1181        |       |       |       |       |          |
| 999 | 0-4    | 983         |       |       |       |       |          |

## Політика
25 травня 2014 року відбулися Президентські вибори України. У межах Гощанського району були створені 52 виборчі дільниці. Явка на виборах складала — 71,15 % (проголосували 19 471 із 27 365 виборців). Найбільшу кількість голосів отримав Петро Порошенко — 61,64 % (12 002 виборців); Юлія Тимошенко — 13,86 % (2 699 виборців), Олег Ляшко — 11,99 % (2 334 виборців), Анатолій Гриценко — 3,44 % (670 виборців). Решта кандидатів набрали меншу кількість голосів. Кількість недійсних або зіпсованих бюлетенів — 1,16 %.

## Екологічні проблеми
У 1984 році в Гощанському районі було введено в дію водозабір для м. Рівне з добовою подачею води 55 тис.м³, який працює у такому режимі з 1987 року. За понад 20 років експлуатації водозабору та нагромадження інших факторів, а саме погіршення кліматичних умов, заповнення ставків-регуляторів Хмельницької АЕС, відсутності двостороннього регулювання меліоративних систем, призвело до погіршення ситуації.
Внаслідок цього на території району різко знизились рівні підземних вод, що привело до повного або часткового зникнення води в шахтних колодязях місцевих жителів 45 населених пунктів на площі 120 км². Крім того, обміліли або зовсім пропали малі річки, озера і ставки. Донедавна повноводна річка Горинь внаслідок порушення водного балансу теж обміліла.
Депресійна воронка розширилась до 375 км². Загальна площа зневоднених сільськогосподарських угідь становить понад 3 тис.га і з кожним роком вона збільшується.
У сільськогосподарських підприємства «Мир», ім. Воловікова, «Тучинське» повністю виведено з обороту близько 800 гектарів орної землі. Вийшли з ладу природні сінокоси й пасовища. Господарства багато втрачають при виробництві сільськогосподарської продукції. На поверхні ґрунту створилась сітка глибоких тріщин, нерівностей, що перешкоджає використанню природних лук за прямим призначенням. Розломи поверхні землі в районі водозабору (села Чудниця, Воскодави, Мнишин, Горбаків) сягають 5—7 м глибиною і до 1,5 м шириною. Тріщини землі за останні роки з'явилися й на відстані понад 15 км від зони водозабору.
Для попередження можливих негативних наслідків та з метою детального визначення конкретного виходу із наявного в районі становища було розроблено і затверджено рішенням обласної ради № 181 від 04.11.1992 р. «Техніко-економічне обґрунтування поліпшення водогосподарської обстановки і використання земель басейну р. Горинь у зоні впливу водозаборів м. Рівне і робочого проекту на будівництво шлюзу регулятора на пікеті 291+50 на р. Горинь». Ним передбачалось здійснити ряд заходів, зокрема, реконструювати та ввести нових осушувальних систем, побудувати 234 гідротехнічні споруди на каналах, в тому числі 5 шлюзів-регуляторів, 12 насосних станцій, 40 ставків.
Постановою Кабінету Міністрів України від 17 листопада 1997 року № 1275 «Про подолання надзвичайного екологічного стану в басейні р. Горинь та забезпечення якісною питною водою населення м. Рівне і сіл Гощанського району Рівненської області» стан визначено надзвичайним. Особливо загрозливим він і в наш час[коли?] є не стільки в частині забезпечення якісною питною водою райцентру і сіл району, а екологічними наслідками для довкілля.
1 червня 1998 року Кабінет Міністрів України прийняв постанову № 763 «Про поліпшення водогосподарського стану в басейні р. Горині та забезпечення водопостачання м. Рівного і населених пунктів Гощанського району Рівненської області», якою затвердив першочергові заходи по будівництву об'єктів на загальну суму 36,7 млн грн.
Ряд заходів щодо поліпшення водогосподарської обстановки виконано. Однак, побудовано лише 1 шлюз-регулятор на р. Горинь в с. Воскодави, інші у зв'язку з відсутністю фінансування не будуються. Експлуатація протягом семи років збудованого шлюзу показує позитивні тенденції у водному балансі в зоні впливу.

## Природно-заповідний фонд

### Ботанічні заказники
Бабинський ліс.

### Ентомологічні заказники
М'ятинський, Рясниківський.

### Ландшафтні заказники
Агатівка, Сапожинський ліс.

### Ботанічні пам'ятки природи
Дуб башинський, Угілецька тополя.

### Гідрологічні пам'ятки природи
Балка Гребельки, Башинська криничка, Джерело Безодня, Джерело Медведка, Дорогобузькі джерела, Рязниківські джерела.

### Заповідні урочища
Новоставське, Терентіївські гори.

### Парки-пам'ятки садово-паркового мистецтва
Горбаківський, Гощанський (загальнодержавного значення), Тучинський.

## Пам'ятки
У Гощанському районі Рівненської області нараховується 71 пам'яток історії.